# لیگابوچه
لیگابوچه (نام علمی: Ligabueino) نام یک سرده از کلاد ددپایان است.